# Nitonakrętka

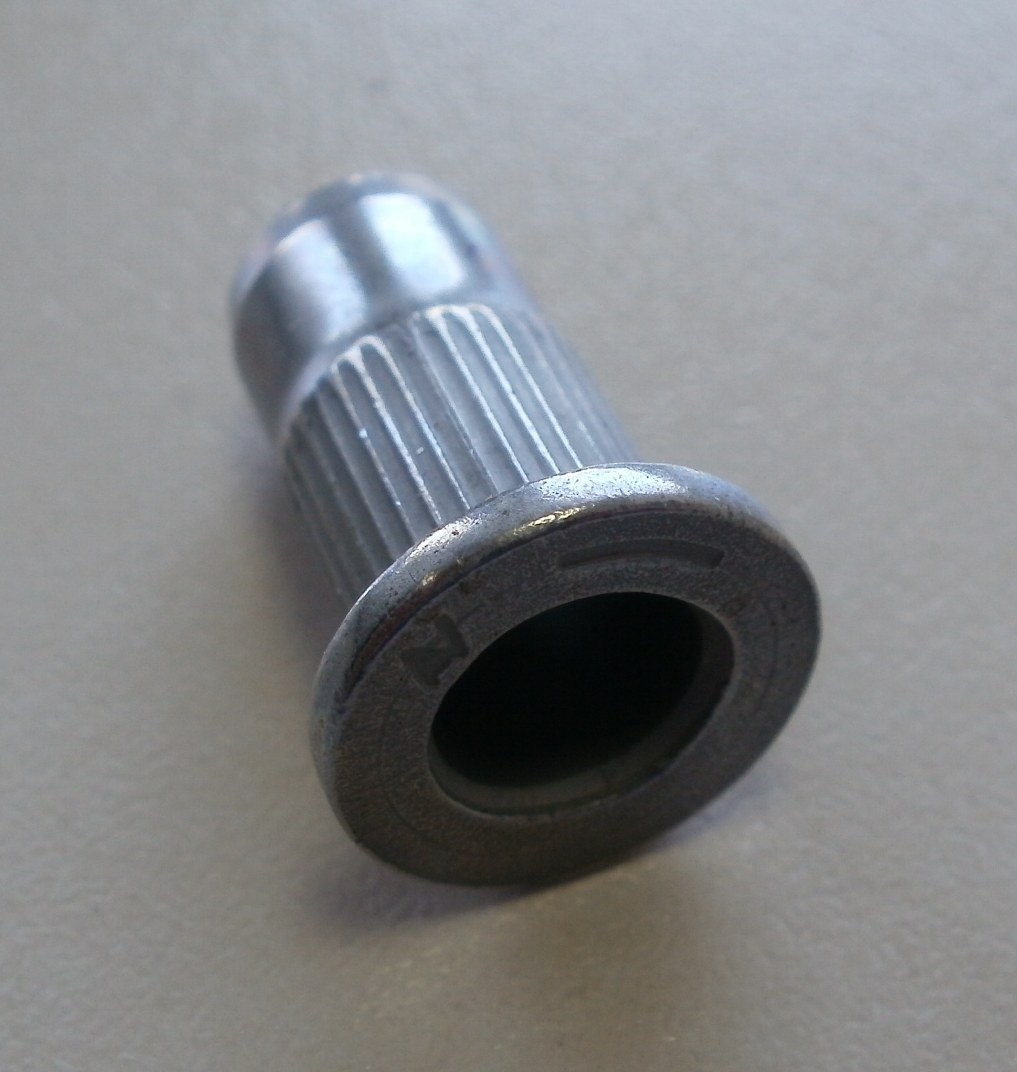
Widok od strony kołnierza

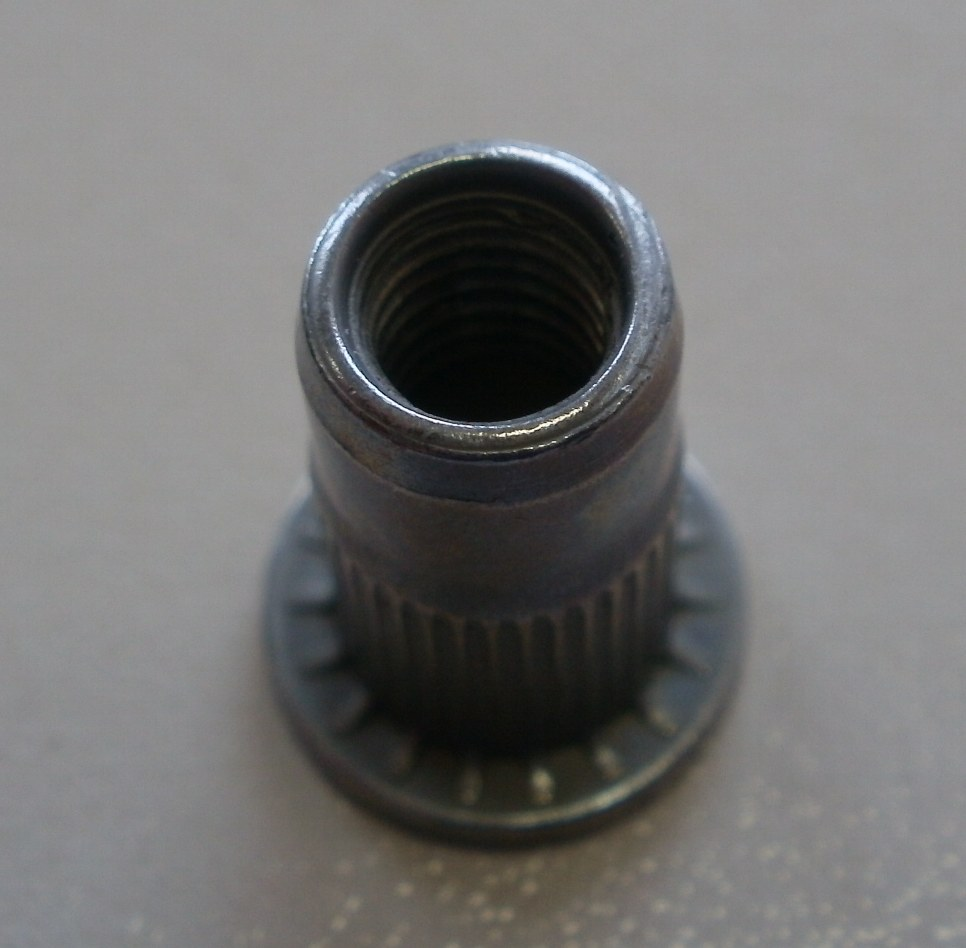
Widok od strony gwintu

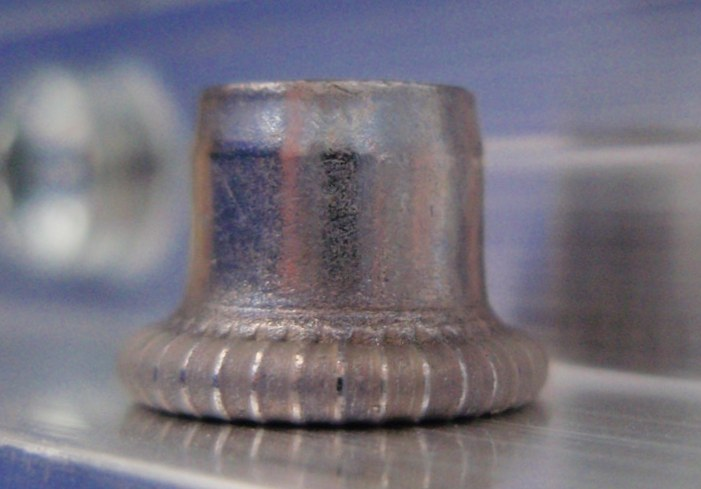
Nitonkrętka po zamocowaniu; widać charakterystyczne spęczenie.

Nitonakrętka – rodzaj nitu rurkowego z częścią gwintowaną wewnętrznie. Składa się z części gwintowanej, części niegwintowanej cienkościennej i kołnierza.
Nitonakrętkę mocuje się w blasze lub cienkościennym profilu w sposób zbliżony do nitów rurkowych; z jednej strony osadzona jest na kołnierzu, a z drugiej na spęczeniu powstałym na części niegwintowanej. Proces montażu to:
1) wkręcenie od strony kołnierza nagwintowanego trzpienia,
2) osadzenie nitonakrętki w otworze,
3) dociśnięcie przez kołnierz do materiału, 
4) wykonanie spęczenia poprzez powrotny ruch trzpienia (bez obrotu),
5) usunięcie trzpienia przez jego wykręcenie.
Odcinek gwintowany wykorzystywany jest i do montażu, i – następnie – umożliwia wkręcenie właściwego elementu złącznego. Ryflowanie i wypustki pod kołnierzem zapobiegają obracaniu się zamontowanej nitonakrętki w gnieździe..
Zaletą nitonakrętek jest przede wszystkim bardzo szybki (trwający kilkanaście sekund) montaż, stosunkowo łatwy do zautomatyzowania. 
Nitonakrętki występują też w postaci nieprzelotowej, a dodatkowo wyposażone (już u producenta) w uszczelkę pod kołnierzem – zapewniają szczelność.
Coraz częściej nitonakrętki są zastępowane technologią wiercenia termicznego, która jest znacznie tańsza i szybsza.
Technika ta pozwala na wyeliminowanie takich wad nitonakrętek jak:
- korozja elektrochemiczna,
- poluzowanie lub zerwanie nitonakrętki w wyniku pracy połączenia gwintowanego,
- kosztowne oprzyrządowanie, tj. zaciskarki nitonakrętek,
- problem z montażem nitonakrętki w powierzchni walcowej.[3]